# Marie-Pierre Planchon
Pour les articles homonymes, voir Planchon.
Marie-Pierre Planchon, née en 1962, est une animatrice de radio française.
Elle est principalement connue pour avoir été la voix de la météo marine sur France Inter pendant près de trente ans, puis de la météo du 7/10 depuis 2015.

## Biographie
Marie-Pierre Planchon est connue pour être la voix de la météo marine sur France Inter de 1987 à 2016 ; cette notoriété a donné l'occasion à des cinéastes, tel Bruno Podalydès, d'intégrer sa voix dans des films,.
Productrice d'émissions à France Inter par ailleurs, Marie-Pierre Planchon anime notamment des chroniques autour du dérèglement climatique dans l'émission Et pourtant elle tourne. Elle est également reporter et a animé Le Cinq sept pendant plusieurs années.
Entre 2001 et 2010, elle questionne un invité chaque dimanche matin sur le sens de sa vie Quel est pour vous le sens de la vie ?. En parallèle, elle produit et anime l'émission Parler d’amour chaque été entre 2006 et 2011.
Au cours de la saison 2009-2010, elle assure les remplacements pour cause de maladie de la productrice-animatrice Kriss morte le 19 novembre 2009.
Entre 2010 et 2015, Marie-Pierre Planchon produit et anime le rendez-vous hebdomadaire Partir avec,.
Durant l'été 2016, elle présente chaque dimanche l'émission La Route du Soi. 
Depuis la rentrée 2015, elle présente la météo sur France Inter dans le 7/9 (devenu 7/10 en 2023) de Patrick Cohen puis de Nicolas Demorand.
En 2020, elle prête sa plume et sa voix au podcast Jeannette et les fées du temps qu’il fait issu de la série de récits Une histoire et Oli.

## Émissions produites et présentées
Sur France Inter
- Eté 1986 : Parasol et paréo avec  Alain Poulanges  (le samedi 18h-19h)
- 1986  : Suivez mon regard (le samedi 14h-15h)
- 1986 - 1987 : Page pratique (chronique le samedi matin)
- 1987 - 2016 : Météo marine
- Eté 1988  : Journée test avec Alex Taylor et Emmanuel Moreau (le samedi 16h30-18h)
- Eté 1989 : Souvenirs, souvenirs avec Jean-François Remonté et Didier Rabes (du lundi au vendredi 14h-15h, puis le samedi 13h30-14h)
- Eté 1993 : L'Heure marine (le dimanche 19h30-20h)
- Eté 1993 : Cœur de femme (le dimanche 19h30-20h)
- 1996 : C'est ça aussi la vie (participation à l'émission du lundi au vendredi 17h-18h)
- Etés 1996 à 2002 : Inter matin En compagnie de Marie-Pierre Planchon (du lundi au vendredi 5h-7h)
- 1996 - 1998 : À pas de velours (le samedi 2h-5h)
- 1998 - 1999 : Embarquement immédiat (chronique le dimanche dans Le Six neuf du week-end)
- 1998 - 2005 : Le Sens de la vie (chronique le dimanche dans Le Six neuf du week-end)
- Etés 2003 à 2004 : Les Fruits de la passion (le samedi 15h-16h)
- Etés 2006 à 2011  : Parler d'amour (le dimanche 10h-11h)
- 2006 - 2010 : Et pourtant elle tourne (chronique Les yeux au ciel du lundi au vendredi à 18h56)
- 2006 - 2008 : Et si on parlait d'amour (chronique le dimanche dans Le Six neuf du week-end)
- 2009 - 2010  : Kriss Crumble (le dimanche 12h-13h)
- 2010 - 2015  : Partir avec (le mardi 21h-22h, puis le lundi 00h-01h et le dimanche 23h-00h)
- Eté 2016 : La Route du soi (le dimanche)
- Depuis 2015  : La Météo du 7/10 et du 5/7

## Ouvrages
- Pour l'amour du ciel, Robert Laffont, 22 mai 2025, 305 p. (ISBN 9782221279106).
- Jeannette et les fées du temps qu'il fait, Michel Lafon, 20 mars 2025, 32 p. (ISBN 9782749960968).